# Gorani (Visoko, BiH)
Gorani su naseljeno mjesto u gradu Visokom, Federacija Bosne i Hercegovine, BiH.
Nalazi se jugozapadno od Visokog, iznad doline Fojničke rijeke, pritoke Bosne. 
Nalazi se u brdovitom predjelu, s mnoštvom šumskih puteva, mjesto gdje se često organiziraju izleti. Poznato po planinarskom domu smještenom na 750 mnv izgrađenom 1969.   

## Stanovništvo

### 1991.
Nacionalni sastav stanovništva 1991. godine, bio je sljedeći:
ukupno: 134
- Srbi - 100
- Muslimani - 28
- Hrvati - 4
- ostali, neopredijeljeni i nepoznato - 2

### 2013.
Nacionalni sastav stanovništva 2013. godine, bio je sljedeći:
ukupno: 59
- Bošnjaci - 50
- ostali, neopredijeljeni i nepoznato - 9